# Floget
Floget är en småort belägen vid Hunnebergs västra fot, i kanten av Tunhemsslätten, 6 km söder om Vargön och 11 km nordost om Trollhättan. 
Den består till övervägande del av arbetarbostäder från den tid då kalk bröts ur Hunneberg.